# Minitraum
Minitraum var en östtysk gitarrduo, bildad 1979 av Rainer Schmidt och Michael Matthies.
Schmidt var gruppens kompositör och Matthies sångare. De framförde många egna kompositioner, såsom "Katze Berta", "Augen-Blicke", "Ein Blick im Regen" och "Tage gibt's", som 1985 nådde plats 50 på östtyska Hitparade, men också coverversioner på internationella låtar. De uppträdde flera gånger i östtysk tv. Minitraum upplöstes 1991. Michael Matthies sjunger numera schlagers och har grundat Duo Bianco.

## Diskografi (singlar)
- Katze Berta, 1984
- Tage gibt's, 1985
- Mit einem Blick im Regen, 1986
- Bleib heut' abend mit mir, 1986
- Augen-Blicke, 1986